# Cérena
Cérena, de son vrai nom Marie-Ange Cerezuela, née le 20 juin 1981 à Bastia (Haute-Corse), est une auteur-compositrice-interprète française.

## Biographie
Elle fait ses premières prestations dans la rue à l'âge de quinze ans avec pour seul bagage sa guitare et des mélodies qui lui sont propres[non neutre]. C'est l'une des chansons qu'elle joue aux passants à l'époque qui lui a permis de rencontrer le producteur Orlando.
Un premier single, intitulé Libre, sort en 2003. Il s'ensuit un duo avec Umberto Tozzi sur une reprise du rockeur italien, Toi, tu. De ce succès naît un premier album, La tête haute, où la chanteuse s'illustre dans des chansons écrites à la mesure de son timbre de voix si particulier[non neutre], sa douce gouaille (MIH) mise en valeur[non neutre] sur des titres de Calogero, Stanislas Renoult, les frères Nacash, Christian Loigerot, Hélène Ségara ou encore Jean-Pierre Buccolo.
Elle commence sa carrière dans les cabarets parisiens, Le pied de la butte, La bolée, ou encore Chez ma cousine.
En 2006, une réédition de son premier album regroupe tous ses succès : Libre, ses duos avec Umberto Tozzi ou Nek, Laura non c'è, Rosso et Tout, rien du tout. Ces chansons lui ont permis de faire le tour de la France[pertinence contestée].
En 2008, Cérena sort un autre opus dont elle est majoritairement auteure-compositrice, cosignées en partie avec Viviane Rabier, Axenn Raeyan, Louise A et Sandro Abaldonato.
En 2023, le blog musical The Melting POP révèle qu'elle s'est reconvertie dans la restauration puis dans l'illustration pour enfant sous le pseudonyme Mi Ange. 

## Anecdote
Elle est l'une des dernières découvertes d'Orlando, frère de Dalida, entre autres producteur d'Hélène Ségara.

## Discographie

### Singles
- 2003 : Libre
- 2003 : Toi, tù
- 2004 : Rosso
- 2004 : Tout, rien du tout
- 2005 : Wake up (non commercialisé)
- 2005 : Laura non c'è
- 2008 : La parenthèse
- 2010 : À quoi sert un homme ? (non commercialisé)
- 2013 : Le baron bleu (non commercialisé)

### Albums
- 2004 : La tête haute
- 2006 : La tête haute (réédition)
- 2008 : La parenthèse (non commercialisé)